# Sparianthis
Sparianthis är ett släkte av spindlar. Sparianthis ingår i familjen jättekrabbspindlar.
Kladogram enligt Catalogue of Life:
| Sparianthis | \| \| Sparianthis amazonica \| \| \| \| \| \| Sparianthis barroana \| \| \| \| \| \| Sparianthis granadensis \| \| \| \| |
|             | \| \| Sparianthis amazonica \| \| \| \| \| \| Sparianthis barroana \| \| \| \| \| \| Sparianthis granadensis \| \| \| \| |
|             | Sparianthis amazonica |
|             | |
|             | Sparianthis barroana |
|             | |
|             | Sparianthis granadensis                                                                                                  |
|             | |